# 3-й полк королевской конной артиллерии
3-й полк королевской конной артиллерии (англ. 3rd Regiment Royal Horse Artillery) — полк британской королевской конной артиллерии в Британской армии, классифицирующийся как артиллерийский полк. С июля 2015 года базируется в графстве Нортамберленд, казармах Элбермарл.

## История

### Образование
Отдельные батареи 3-го полка королевской конной артиллерии существовали ещё со времён Наполеоновских войн, но полк появился в 1938 году как правопреемник 3-й бригады королевской конной артиллерии. В полк вошли батареи D, J, M и P.

### Вторая мировая война
Во время боёв на североафриканских фронтах Второй мировой войны полк поддерживал 7-ю бронетанковую дивизию «Пустынные крысы». Во время осады Тобрука прославился второй лейтенант полка Джордж Уорд Ганн, который был награждён посмертно Крестом Виктории за отражение атаки 60 немецких танков (он подбил два танка, прежде чем был убит). 3-й полк в его память добавил на свою кокарду красный цвет, символизирующий выстрел в голову, которым был смертельно ранен Ганн.
Также полк продолжил бои в составе 7-й бронетанковой дивизии в Италии и оказывал ей поддержку при высадке в Нормандии. В 1945 году из орудий этого полка был дан дали артиллерийский салют всем участникам Берлинского парада Победы.

### Холодная война
После Второй мировой войны полк служил в Великобритании, Германии, Адене, Египте, Кении, Гонконге и на Кипре. В его состав была дополнительно включена батарея C вместо батареи M (с 1958 по 1975 годы). Полк также принимал участие в подавлении вооружённого выступления в Северной Ирландии и борьбе против ирландских повстанцев-националистов из ИРА.

### Югославские войны
3-й полк королевской конной артиллерии участвовал в конфликтах в Югославии: с 1993 года в полку пребывала батарея N. В 1999 году полк в составе миротворцев UNPROFOR был направлен в Боснию и Герцеговину. Радарное подразделение несло службу с 1994 по 1996 годы в Сараево и Сански-Мосте.

## Настоящее и будущее

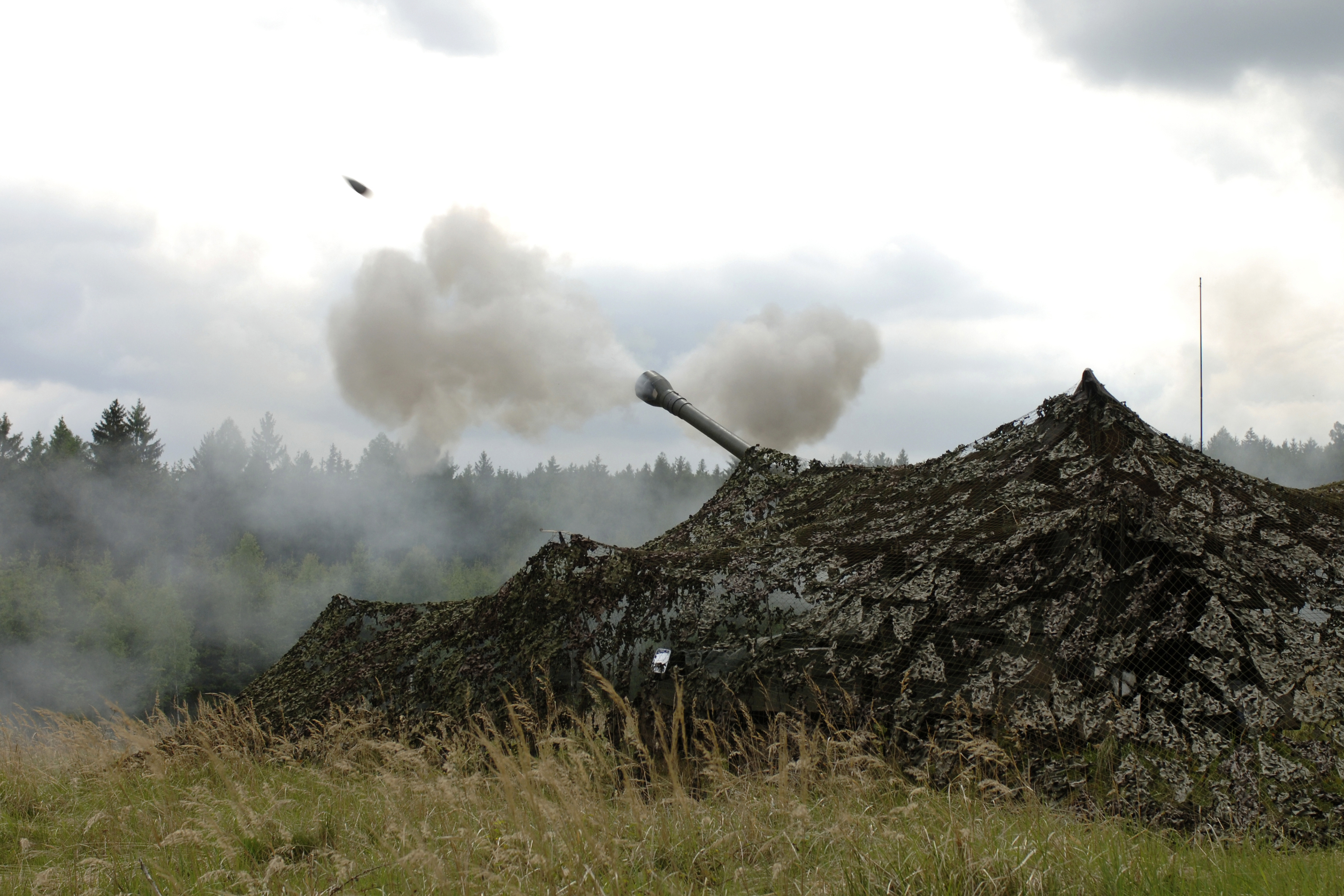
Батарея D 3-го полка конной артиллерии ведёт огонь из САУ AS-90 на учениях в Чехии

До 2013 года основную ударную силу полка составляли самоходные орудия AS-90, но с 2013 года их роль выполняют гаубицы L118. По программе Army 2020 планируется объединить 3-й полк королевской конной артиллерии со 105-м артиллерийским полком.

## Батареи
В состав полка входят следующие артиллерийские батареи:
- Батарея C[англ.]
- Батарея D[англ.]
- Батарея J[англ.] (образована временно из орудий батарей C и D, судьба батареи решается в 2016 году).
- Батарея M[англ.]
- Батарея N[англ.]